# Özgür Özel
Özgür Özel (ur. 21 września 1974 w Manise) – turecki polityk i farmaceuta, deputowany, od 2023 przewodniczący Republikańskiej Partii Ludowej (CHP).

## Życiorys
Absolwent farmacji na Ege Üniversitesi. Podjął pracę w zawodzie farmaceuty. Był sekretarzem generalnym i prezesem izby farmaceutów w Manisie. W 2007 wszedł w skład kierownictwa Türk Eczacıları Birliği, krajowego stowarzyszenia farmaceutów. Pełnił funkcje skarbnika i sekretarza generalnego tej organizacji.
Zaangażował się w działalność polityczną w ramach Republikańskiej Partii Ludowej. Z jej ramienia w 2011 został po raz pierwszy wybrany do Wielkiego Zgromadzenia Narodowego Turcji. Z powodzeniem ubiegał się o poselską reelekcję w wyborach w czerwcu 2015, listopadzie 2015, 2019 oraz 2023.
W listopadzie 2023 zastąpił Kemala Kılıçdaroğlu na funkcji przewodniczącego CHP.